# Azzedine Gaci
Azzedine Gaci, né en 1963 en Algérie, est un imam algérien. Arrivé à Lyon en 1986 pour finir ses études en physique et électronique, il est devenu enseignant chercheur, responsable des domaines de la physique quantique et des semi-conducteurs à l’École supérieure chimie, physique, électronique de Lyon (CPE Lyon).

## Implication dans la vie musulmane
Azzedine Gaci est d’abord président de l’association culturelle islamique de Villeurbanne (ACI) qui œuvre à la construction de la mosquée Othman de Villeurbanne, inaugurée en 2006. Il en devient le recteur, poste qu’il occupe encore.
Azzedine Gaci est membre du Conseil français du culte musulman (CFCM),) et élu président du Conseil régional du culte musulman (CRCM) pour la région Rhône Alpes entre les années 2005 à 2011. Il ne se représente pas aux élections de juin 2011 estimant que le CRCM manque de moyens, ne possédant ni locaux, ni budgets.

## Dialogue inter-religieux
En 2007, il organise le premier voyage d'une délégation islamo-chrétienne en Algérie avec l'archevêque de Lyon, Mgr Philippe Barbarin. Il emmène une délégation française islamo-chrétienne sur les tombes des moines de Tibéhirine. En novembre 2009, se déroule la deuxième rencontre « prêtres-imams » de la région lyonnaise où participent plus de 150 personnes. En novembre 2012, se tient la 3e rencontre qui réunit 120 personnes. Le forum national islamo-chrétien co-présidé par l’imam Azzedine Gaci et le cardinal Philippe Barbarin, archevêque de Lyon, voit ainsi le jour en 2010. Le 1er forum islamo-chrétien voit le jour et se tient les 26 et 27 novembre 2011. Il rassemble une cinquantaine de responsables religieux de tous horizons, venus de la France entière. Ces forums se rencontrent chaque année. Ce combat lui fait rencontrer deux papes : en 2008, il fait partie d’une délégation qui rencontre le pape Benoît XVI et, en 2015, d’une autre délégation qui rencontre le pape François au Vatican.

## Distinction
- Officier de l'ordre national du Mérite (2004)
- Chevalier de la Légion d'honneur (2016)[11]